# پریش رپیدز (لوئیزیانا)
رپیدز پریش (به انگلیسی: Rapides Parish) یک قصبه در ایالات متحده آمریکا است که در لوئیزیانا واقع شده‌است.

## خصوصیات
رپیدز پریش ۳٬۵۲۷٫۵۸ کیلومترمربع مساحت دارد.

## نگارخانه

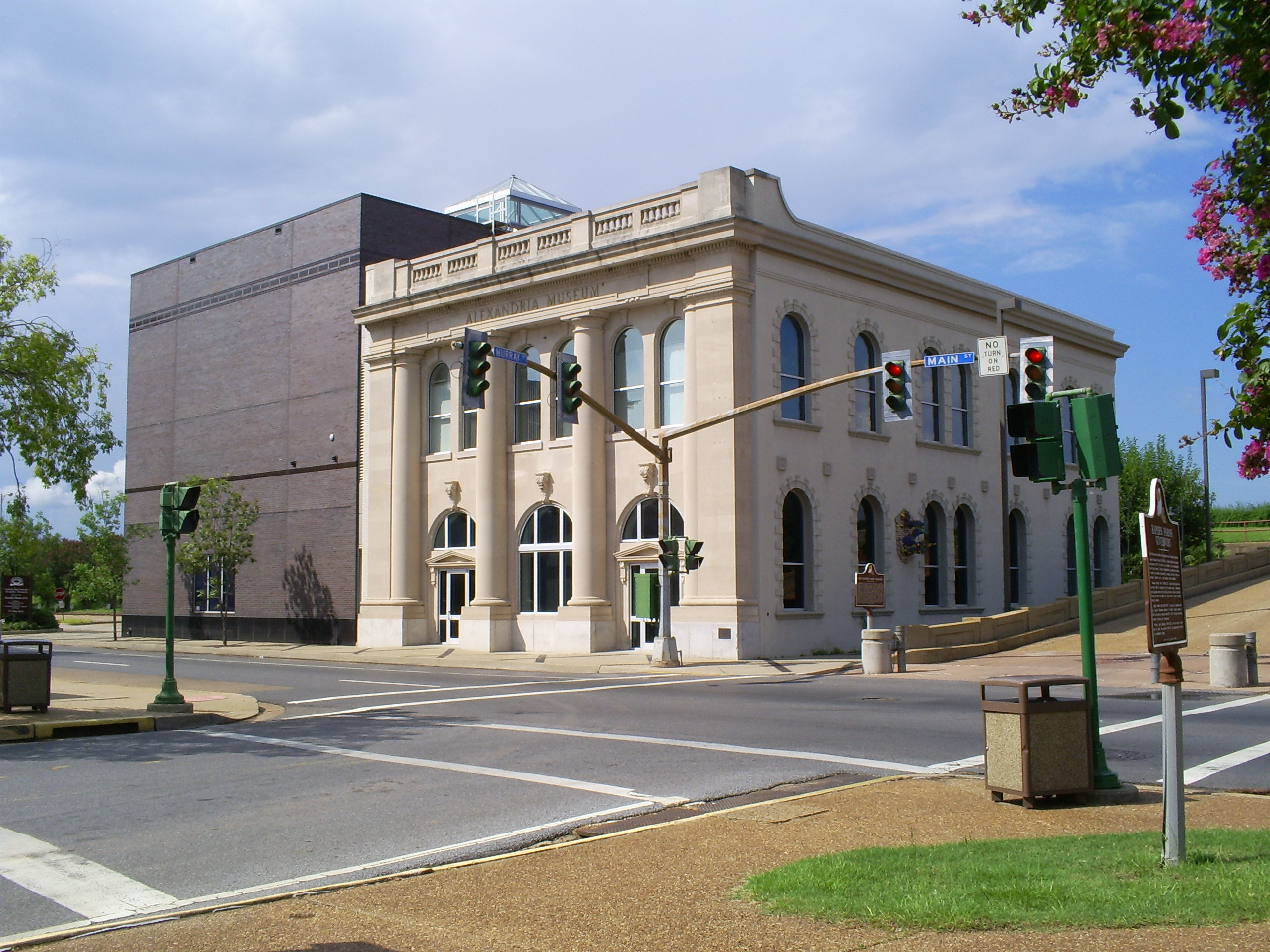
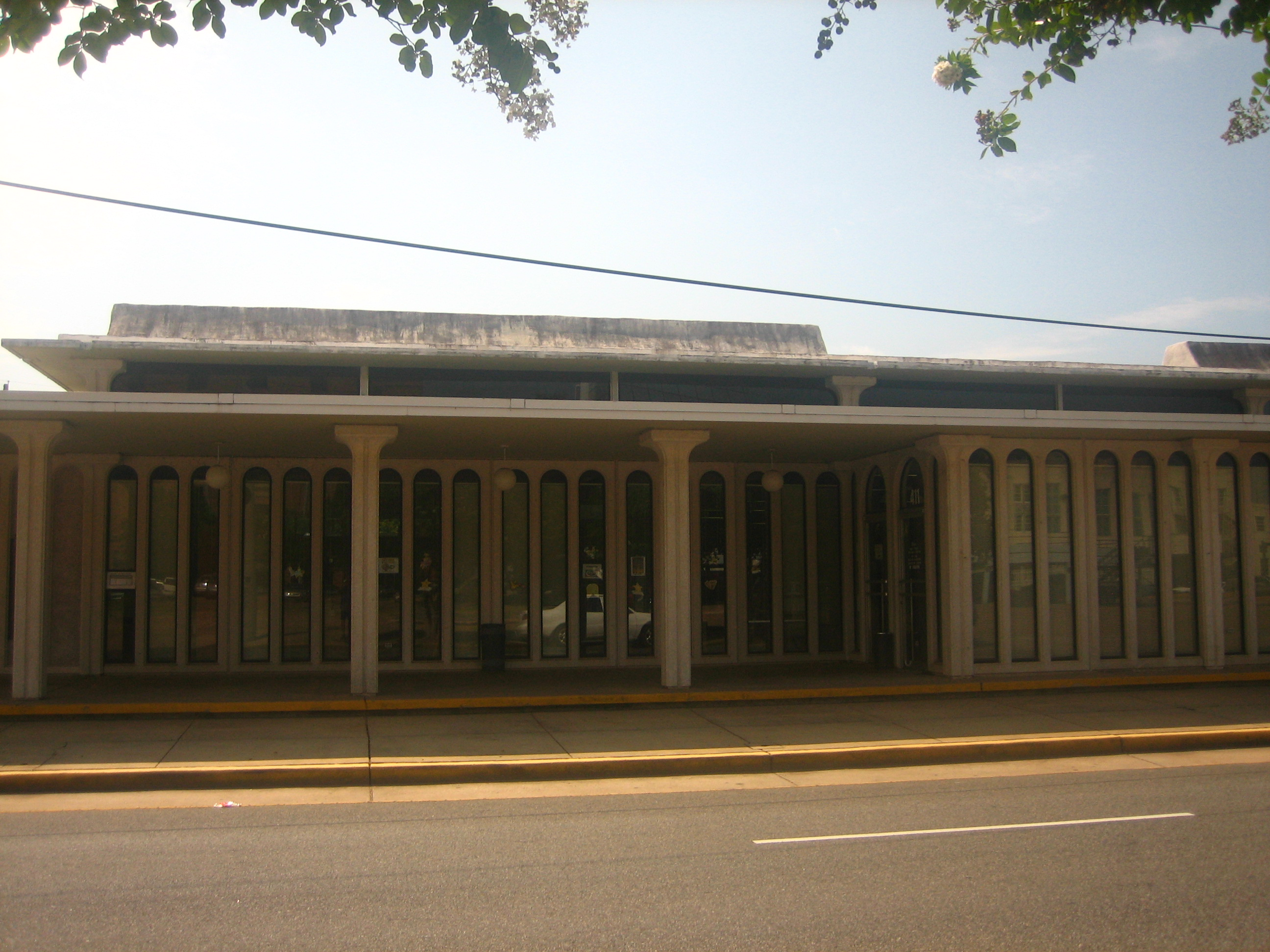
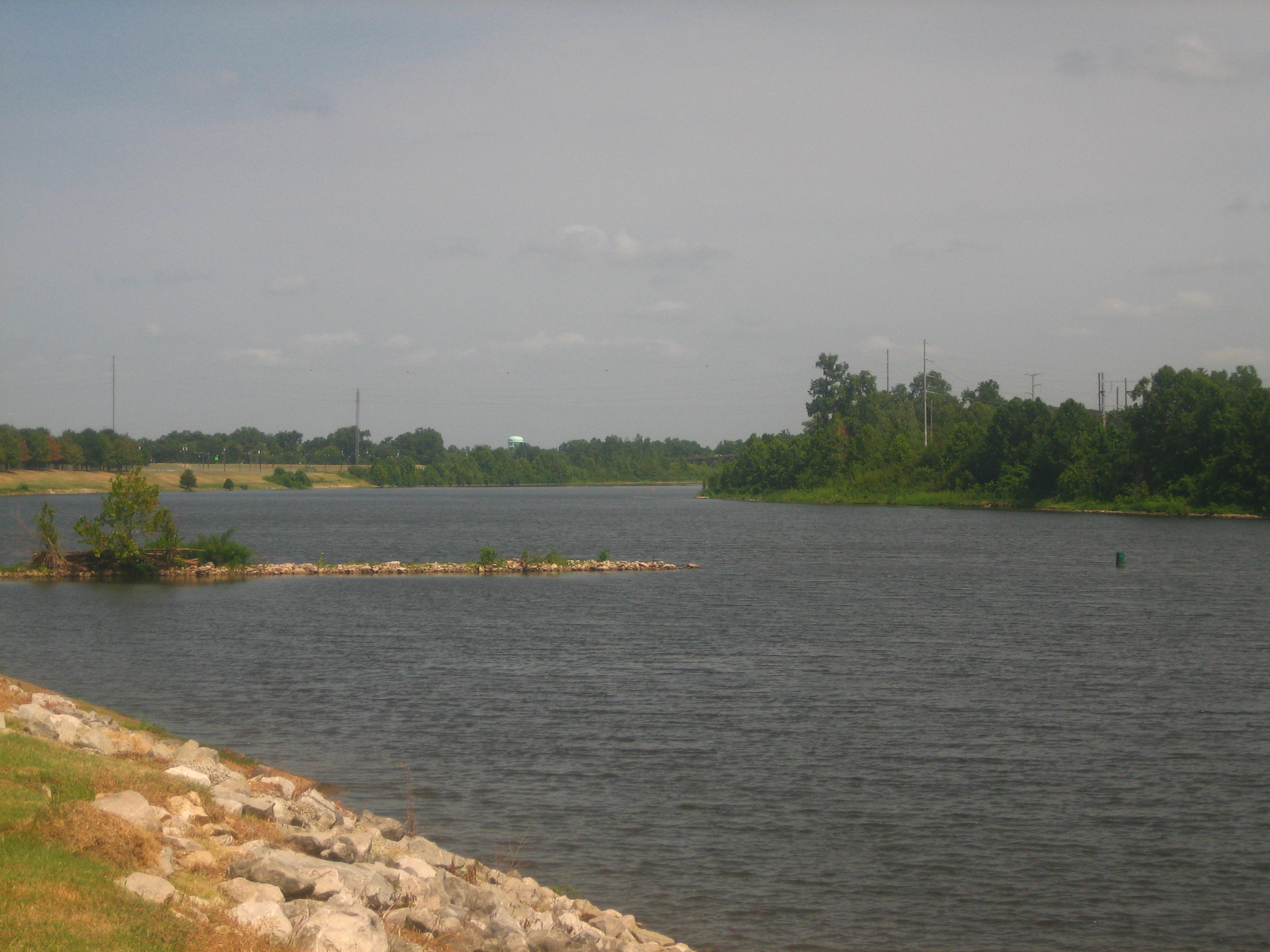